# 肝細胞癌
肝細胞癌（かんさいぼうがん、英: Hepatocellular carcinoma、略称:HCC）は、肝臓に発生する腫瘍の1つで、肝細胞に由来する悪性腫瘍である。

## 疫学
原発性肝癌の90%以上を占める。80%-90%が肝硬変あるいはその前段階である慢性肝炎に合併して発生する。男女比は約3:1で男性が多い。発症平均は60代前半。日本や西欧ではC型肝炎が原因として多いが、その他のアジアやアフリカではB型肝炎が多い。

## 原因
肝細胞癌の多くは慢性肝炎・肝硬変から発生する。
- C型肝炎：70%-80%で最多

C型肝炎が原因の場合にはほとんどが肝硬変を経て発症する。発癌率は年7%から8%であり、6年から7年で50%が発癌する。
- B型肝炎：10%-20%

B型肝炎では肝硬変へ至る前の、慢性肝炎から発症することも多く、B型肝炎ウイルスはDNAウイルスでありHBV遺伝子が感染肝細胞の癌遺伝子を活性化しているためと考えられている。
- アルコール性肝疾患

発生率は高くないが肝硬変を経て、発症する場合も多い。
- 非アルコール性脂肪性肝炎（英語: non alcohlic steato-hepatitis、略称:NASH）

NASHは、飲酒習慣のない脂肪肝患者に発生する慢性肝炎で、肝硬変への進展と、肝細胞癌の発生が多く報告されている。
- 鉄過剰症：極めて稀

鉄の肝臓への沈着を生じ、肝硬変へ移行していく。
- マイコトキシン（カビ毒）暴露：極めて稀

様々なカビが産生する毒素を経口摂取。

## 症状
肝細胞癌の多くは慢性肝炎や肝硬変を持つ患者に生じ、症状や兆候は肝硬変の進行を示唆するものとなるので肝細胞癌そのものでの自覚症状は全くみられない。癌進行によって肝不全症状（肝性脳症、黄疸、出血傾向、腹水、浮腫など）がみられる。他の癌同様、転移、周辺臓器の圧迫による症状もみられ、巨大な腫瘍は破裂し腹腔内出血や腹腔内播種を来すことがある。
また頻度は低いが腫瘍随伴症候群がおこることもある。下痢（血管作動性腸管ペプチド）や高脂血症、低血糖（IGF-2産生腫瘍）、多発性筋炎、RS3PE、後発性ポルフィリン症や異常フィブリノーゲン症、高カルシウム血症、赤血球増加症などがおこることもある。

## 検査

### 腫瘍マーカー
腫瘍マーカーは以下がある。
- α-フェトプロテイン(英語: α-fetoprotein、略称:AFP)

特にAFPレクチン分画(AFP-L3)は肝細胞癌に特異性が高い。また、比較的小さい肝細胞癌では上昇してこないことも多い。
- PIVKA-II (protein induced by vitamin-K absence II)

別名DCP (des-gamma-carboxy prothrombin)と言われ，その本体はビタミンK欠乏で産生される異常プロトロンビン（＝血液凝固因子のII因子）である．このため，ビタミンK欠乏やワーファリンの内服により誘導される．このため評価には注意が必要である。

### 画像検査
- 腹部超音波検査（腹部Echo検査）

超音波検査はX線暴露がなく侵襲が少ないため、比較的簡便としてスクリーニング検査として広くに施行されている。
典型像は、境界明瞭な類円形で、表面に低エコーの被膜を持ち、内部はモザイク状を呈する。多くは血流に富むが、径の大きいものは腫瘍中心が壊死していることもある。
レボビスト®やソナゾイド®といった造影剤を用いたコントラストエコー法(造影エコー)も、病変評価として極めて有用に行われている。
また超音波検査は簡便で有用であるも、断片検査となりうることから、C型肝硬変や慢性活動性B型肝炎/肝硬変等の高risk患者では、超音波検査と並行して半～1年に1回程度でのCT検査やMRI検査での併用検査も推奨されている。
- CT

CT検査は基本的な精査検査として、一般的に広く施行されている。一般の「肝細胞」は門脈血流8割に対して肝動脈血流2割の割合で栄養されているが、「肝細胞癌」は肝動脈血流優位となる性質があり、造影CT検査にての典型像は、動脈相で高吸収となり、門脈相および後期相では造影剤は流出され、周囲肝組織より低吸収に描出される像を示す。肝細胞癌は門脈よりも動脈から栄養を受けていることを利用している。
基本的に撮影方法としては、造影剤注入後に経時的に撮影を行う「Dynamic CT」と呼ばれる撮影方法で評価され、末梢静脈から造影剤（3〜5ml/秒で総量は100ml位）を急速に注入し、動脈優位相（30秒後）、門脈優位相（80秒後）、平衡相（180秒後）と各時相で撮影し、それぞれの画像評価を行う。
- MRI

ガドリニウム（EOB・プリモビスト）を用いた造影MRI検査では高い診断率が得られ極めて有用な検査である。また、SPIO（超常磁性体）造影剤を用いた造影MRIにおけるT2強調画像では、正常肝臓が信号低下するのに対して高信号として描出される。但し、分化度の高い肝細胞癌では正常肝臓と同様に信号低下する場合も少なくない。EOBはガドリニウム系造影剤「マグネビスト®」を改良したもので、エトキシベンジル鎖を付加している。EOBは肝細胞へ特異的に取り込まれ、ダイナミックCTと遜色ない感度・特異度を示した。
また、T2*強調画像やIn Phase・Out Phaseによる撮像も有効である。
- その他

*CTアンギオグラフィー
CTAP：上腸間膜動脈（SMA）から造影剤をいれて門脈造影を行う方法。肝内門脈のみを造影することで動脈支配であるHCCを欠損像として描出する。転移性肝癌をはじめ肝腫瘍性病変に対して、もっとも鋭敏な検査方法である。肝内門脈枝の塞栓も区域性欠損像から容易に診断できる。門脈塞栓、APシャントなど偽病変に注意する必要がある。
CTHA:肝動脈から造影剤をいれる動脈造影。通常CTHAは早期相と後期相の2相の撮影を行う。CTHA早期相では肝細胞癌は強く造影され、後期相では腫瘍本体から腫瘍周囲肝組織に造影剤が流れ出す像（コロナサイン）がみられる。このコロナサインは肝細胞癌以外ではみられないため、これがあるときは肝細胞癌にほぼ間違いないとされる。
*リピオドールCT
血管造影時に肝動脈よりリピオドールを動注し、その1週間から2週間後に単純CTを撮影する方法である。リピオドールはリンパ造影剤のひとつで動注すると一過性に類洞内に停滞する。正常肝細胞では5日程度でwash outされるが、HCCでは集積する。TAE後の腫瘍へのリピオドール集積度合いで効果判定をすることがある。なお、リピオドールと抗癌剤を混濁して使用することが多い。
*血管造影
CTアンギオグラフィー(CT angiography;CTA)や経カテーテル動脈塞栓術(transcatheter arterial embolization; TAE)を行う基本技術である。大まかな流れとしては4Frの血管造影用シースを右大腿動脈にSeldinger法で挿入し、血管造影用カテーテルをSMAに挿入しCTAPや門脈造影を行う。次に腹腔動脈(celiac artery; CA)から総肝動脈(common hepatic artery; CHA)または固有肝動脈(PHA)にガイドワイヤーを使って血管造影用カテーテルを誘導し、肝動脈造影もしくはCTHAを行う。止血は穿刺部と中枢側の2点で15分間圧迫止血し、帰室後6時間で安静解除可能である。血管造影の有名な所見としては腫瘍濃染像(tumor stain)、APシャント、門脈内腫瘍塞栓(PVTT)によるthread and streak signがあげられる。

### 病理検査
- 肝生検

超音波ガイド下に体外より針を刺し、腫瘍の組織を採取する検査。穿刺経路を通じての腫瘍播種があるため、症例が限られる。

## 病期分類
肝細胞癌の進行度は、基本的にはTNM分類に基づいて表現される。
|                                                                                         | T1              | T2          | T3          | T4               |
| --------------------------------------------------------------------------------------- | --------------- | ----------- | ----------- | ---------------- |
| - 腫瘍の数が一つに限られる - 腫瘍の大きさが 2cm 以下 - 門脈、静脈、胆管に広がっていない | 3項目全てに合致 | 2項目に合致 | 1項目に合致 | すべて合致しない |
|                                                                                         |                 |             |             |                  |
| リンパ節・遠隔臓器に転移がない                                                          | I期             | II期        | III期       | IVA期            |
| リンパ節転移はあるが、遠隔臓器に転移はない                                              | IVA期           | IVA期       | IVA期       | IVA期            |
| 遠隔臓器に転移がある                                                                    | IVB期           | IVB期       | IVB期       | IVB期            |

- 国立がん研究センター がん情報サービスの肝細胞がんの病期（ステージ）分類表[2]より引用し改変。

| 深さ・転移 | 深さ・転移 | 転移               | 転移                | 転移             |
| 深さ・転移 | 深さ・転移 | NO                 | N1                  | M1               |
| ---------- | --- | ------------------ | ------------------- | ---------------- |
| 記号 ※     | 解説 | リンパ節転移がない | リンパ節 に転移あり | 遠隔への転移あり |
| T1a        | 血管侵襲の有無に関係なく、 最大径が 2cm 以下の腫瘍が1つ                                                                              | IA期               | IVA期               | IVB期            |
| T1b        | 血管侵襲を伴わず、 最大径が 2cm を越える腫瘍が1つ                                                                                    | IB期               | IVA期               | IVB期            |
| T2         | 血管侵襲を伴い、 最大径が 2cm を越える腫瘍が1つ、 または 最大径が 5cm 以下の腫瘍が2つ                                                | II期               | IVA期               | IVB期            |
| T3         | 最大径が 5cm を越える腫瘍が2つ以上                                                                                                   | IIIA期             | IVA期               | IVB期            |
| T4         | 門脈もしくは肝静脈の大分岐に浸潤する腫瘍、 または胆嚢以外の隣接臓器（横隔膜を含む）に直接浸潤する腫瘍、 または臓側腹膜を貫通する腫瘍 | IIIB期             | IVA期               | IVB期            |

- 国立がん研究センター がん情報サービスの肝細胞がんの病期（ステージ）分類表[2]より引用し改変。

## 治療
以下の治療法があり、病変および肝予備能に応じて選択される。
- 手術治療
  - 肝切除術
  - 肝移植

- 局所治療
  - 経皮的エタノール注入療法（PEIT：percutaneous ethanol injection therapy）
  - 経皮的マイクロ波凝固療法（PMCT：percutaneous microwave coagulation therapy）
  - ラジオ波焼灼療法（RFA：radiofrequency ablation）
  - 集束超音波 (HIFU：High-Intensity Focused Ultrasound) (まだ日本では保険適用ではなく、治験段階) [3]

- 放射線治療
  - 粒子線治療（Particle therapy）（陽子線治療、重粒子線治療などがある。日本では先進医療A/Bとして行われている）
  - 体幹部定位放射線治療（SABR：Stereotactic ablative radiotherapy）

- 血管カテーテル治療
  - 経カテーテル動脈塞栓術（TACE：transcatheter arterial chemo-embolization）

- 化学療法
  - 肝動注リザーバー療法
  - 分子標的治療薬

### 手術
- 肝切除術

病変が単発で、肝硬変が進んでいない（Child-Pugh分類においてA,B）ものが、肝切除術の基本的な適応である。単発の癌に対して手術切除は極めて有用な治療であるが、ただ肝細胞癌患者の多くは肝硬変がベースにあり、単発であってもまた別のヶ所での癌の再発も多く、侵襲の大きい肝切除術ではなく、次にあげる「RFA」等の局所治療や「TACE」等の局所治療も多く行われている。
- 肝移植

65歳以下、Child-Pugh分類C、脈管浸潤・肝外転移がない、他腫瘍径や個数などの条件を満たす場合に行われる。我が国においては、脳死ドナーが少ないため、肝移植の多くは家族等をドナーとした生体肝移植がほとんどであり、脳死肝移植適応については、厳格に登録適応が決められている。

### PEIT・PMCT・RFA
体表から肝臓に穿刺針を挿入し腫瘍とその周囲のみを壊死させる方法。残肝に対する影響が小さいため、肝予備能が低くても施行可能で、局所麻酔での局所治療であり、侵襲が少ないことから広く一般的に行われている。穿刺針による壊死範囲は限られるため、腫瘍が大きすぎるものは適用にならない（一般的には3cm、3個まで）。また、主要な血管・胆管に接するもの、心臓・肺に近接するもの、肝表面に突出しているものは技術的に施行が困難であるが、人工腹水・人工胸水を用いる方法や、腹腔鏡、胸腔鏡を併用したアプローチにより、積極的に治療を行う施設もある。
- PEIT(percutaneous ethanol injection therapy) (PEI)

エタノール注入による癌細胞壊死を生じさせる方法。腫瘍経3cm以下が適応。近年ではあまり行われなくなってきた。
- PMCT(percutaneous microwave coagulation therapy)

マイクロ波によって癌細胞壊死を生じさせる方法。PEITより確実な熱凝固壊死が得られる、以前は2cm程度しか焼灼範囲が無かったが、刺入針の開発において5cm程度の広範囲焼灼も可能となっている。
- RFA(radio frequency ablation)

ラジオ波によって熱を加え、癌細胞壊死を生じさせる方法。PEITより広範囲の焼灼が可能で広く行われてきている。肝細胞癌だけでなく、転移性肝癌に対しても施行され、腹腔鏡・胸腔鏡下で施行されることも多い。

### 放射線療法
- 粒子線治療（Particle therapy）
陽子線治療、重粒子線治療といった粒子線治療では、広く使われているX線治療と異なり、肝臓へのダメージを最小限に抑えながら、効果的な治療が可能であり、RFAに迫る局所制御率が得られている[4][5]。RFA同様、繰り返し治療が可能な上、従来の局所治療が苦手としていた、3cmを超える病変や、主要血管に近い病変、さらには血管内進展のある病変でも高い治療効果が得られている。日本では2019年12月現在、先進医療として行われており、250～320万円程度の自己負担が発生することが最大の課題となっていた。2022年4月から長径4cm以上の手術困難な肝細胞癌は粒子線治療の保険適応となった[6]。

- 体幹部定位放射線治療（Stereotactic ablative radiotherapy）
従来から使われているX線治療の位置精度を高めて、大線量で治療することで、従来の放射線治療では困難だった肝細胞がんの治療が可能となっている[7][8]。高い局所制御率が得られる一方、5cmを超える大型の病変は治療が難しく、5%程度の確率で発生する肝障害（radiation induced liver disease）が問題となる。

### 血管カテーテル治療
- TACE（TACE：transcatheter arterial chemo-embolization）
基本として、肝臓には肝動脈・門脈の2つ栄養血管があり、通常の肝細胞は門脈血流8割に対して肝動脈血流2割の割合で栄養されているが、肝細胞癌は肝動脈優位に血流支配されている性質があり、腫瘍を栄養する肝動脈にカテーテルを挿入し、塞栓物質と抗癌剤を注入し栄養血管を塞栓することで腫瘍壊死を生じさせるという治療法。以前は「TAE」と呼ばれることが多かったが、現在では塞栓物質とともに抗癌剤を注入することが一般的であり「TACE」と称されている。カテーテル治療であり、侵襲が比較的少なく、腫瘍に対する直接治療でもある。ただ門脈が腫瘍浸潤によって閉塞している場合などは正常細胞も影響を受けるため基本的に適用外となる。腫瘍径や個数によっては数回繰り返して施行される場合や、TACE→RFAと言ったコンビネーション治療も広く一般的に行われている。
近年、up-to-seven基準（腫瘍最大径（cm）と腫瘍個数の和が7以下）がTACEの適応判断に用いられており、up-to-seven基準外であれば分子標的薬などの他の治療が選択されることが多い。
  - 塞栓物質：ゼラチンスポンジ等
  - 抗癌剤：エピルビシン・マイトマイシンC・シスプラチン

### 肝動注リザーバー療法
腫瘍が門脈浸潤を生じていて「TACE」が適応外となる場合に施行される。またChild-Pugh分類Bで分子標的薬の投与が適さない場合にも考慮される。肝動脈にカテーテルを定期留置し、肝臓に直接抗癌剤（シスプラチン：CDDP・フルオロウラシル：5-FU等）を注入する方法。
- Low dose FP療法

旧来よりの方法で、CDDP 10mg前後＋5-FU 250mg前後を持続動注を繰り返す方法。
- New FP療法

微粉末CDDPとリピオドール混注（CDDP 20-50mg）＋5-FU 250mg前後を持続動注を繰り返す方法。ただ高濃度でありリピオドールを高圧注入するため、消化管動脈への流出を防ぐ目的で、注入カテーテル留置と同時に右胃動脈や副左胃動脈、胃十二指腸動脈路等のコイル塞栓を並行して施行する必要がある。奏効率70-80％で生存期間中央値18-30カ月と高い成績が報告されている。

### 分子標的治療薬
他臓器等への遠隔転移がある場合、脈管侵襲がある場合、腫瘍が4つ以上の場合、TACE不適とされる場合などに、全身化学療法として分子標的治療薬が施行される。薬物療法は基本的にChild-pugh分類Aの肝機能良好な患者を主な対象としており、Child-pugh分類Bの患者への投与は慎重な対応が望まれる。さらに、Child-pugh分類Cの患者に対しての投与は推奨されていない。
- 一次療法 
  - アテゾリズマブ Atezolizumab（テセントリク Tecentriq）＋ベバシズマブ Bevacizumab（アバスチン Avastin）：2020年9月に切除不能な肝細胞癌に対して、IM brave150試験[9]の結果に基づいて承認された[10]。
  - デュルバルマブ Durvalmab（イミフィンジ Imfinzi）単剤療法、およびデュルバルマブ Durvalmab（イミフィンジ Imfinzi）+ トレメリムマブ（英語版） Tremelimumab（イジュド Ijudo）併用療法：2022年12月に切除不能な肝細胞癌に対してHIMALAYA試験[11]の結果に基づいて承認された[12]。
- 二次療法 
  - ソラフェニブ Sorafenib（ネクサバール Nexavar）：2009年5月に切除不能な肝細胞癌に対して、SHARP試験[13]等の結果に基づいて承認された。
  - レンバチニブ Lenvatinib（レンビマ Lenvima）：2018年3月切除不能な肝細胞癌に対して、REFLECT試験[14]の結果に基づいて承認された。レンバチニブは、同試験においてソラフェニブに対する全生存期間の非劣性が証明された。

- 三次療法以降 
  - レゴラフェニブ Regorafenib（スチバーガ Stivarga）：2017年6月に切除不能な肝細胞癌に対して、RESORCE試験[15]の結果に基づき承認された。ソラフェニブ不応例に投与される。
  - ラムシルマブ Ramucirumab（サイラムザ Cyramza）：2019年6月に血清AFP値が400 ng/mL以上の切除不能な肝細胞癌に対して、REACH-2試験[16]の結果に基づいて承認された。
  - カボザンチニブ（カボメティクス）：CELESTIAL試験および国内第2相試験の結果に基づいて承認された。

## 予後
肝切除もしくはPEIT・MCT・RFAが可能であった場合の予後は比較的良好で、5年生存率は50〜60%である。しかし、肝細胞癌は慢性肝炎を母地として発生するため、ひとたび治療が完了してもその後に新たな癌が発生してくる確率が高く、癌の発生を早期に発見し、繰り返し有効な治療を行うことができるかどうかが予後を左右する。